# Postbedrijf
Een postbedrijf of posterij is een bedrijf dat post inzamelt, vervoert en bezorgt.

## Geschiedenis
Oorspronkelijk waren postbedrijven in Europa veelal een particuliere of stedelijke  activiteit. Postkoetsdiensten ontstonden langs routes met veel handelsverkeer. Sinds  1489 verzorgde de adellijke familie Von Thurn und Taxis in opdracht van de keizer van het Heilige Roomse Rijk een netwerk van koeriersdiensten dat een groot deel van Europa bestreek. 
In de 19e eeuw werden in veel landen de postdiensten genationaliseerd. In Nederland kreeg bijvoorbeeld de PTT het wettelijk geregeld monopolie op het verwerken van briefpost. De nationale postbedrijven moesten een landelijke dekking verzekeren tegen een eenheidstarief. Dat wil zeggen dat de bezorging van een brief op een afgelegen boerderij in een dunbevolkte provincie evenveel ging kosten als in een dichtbevolkte stad.
Vanwege de Europese regelgeving op het gebied van marktwerking komen er in Europa steeds meer postbedrijven bij. Voorbeelden van postbedrijven zijn:
- de Britse Royal Mail
- de Nederlandse PostNL en zijn voorgangers TNT Post, TPG Post en PTT (Post)
- Sandd
- de Belgische Bpost
- het Duitse Deutsche Post DHL en haar internationale dochter DHL.

## Postbedrijven in Afrika
| Land                          | Postbedrijf                                                                    |
| ----------------------------- | ------------------------------------------------------------------------------ |
| Algerije                      | Poste Algérie                                                                  |
| Angola                        | Correios de Angola                                                             |
| Benin                         | La Poste du Bénin                                                              |
| Botswana                      | BotswanaPost                                                                   |
| Burkina Faso                  | SONAPOST                                                                       |
| Burundi                       | Régie Nationale des Postes                                                     |
| Centraal-Afrikaanse Republiek | Direction des services postaux de l'Office National des Postes et de l'Épargne |
| Comoren                       | Societé Nationale des Postes et des Services Financiers                        |
| Congo-Brazzaville             | Congolese Posts and Savings Company                                            |
| Congo-Kinshasa                | Congolese Posts and Telecommunications Corporation                             |
| Djibouti                      | Djibouti Post                                                                  |
| Egypte                        | Egypt Post                                                                     |
| Equatoriaal-Guinea            | Ente autónomo de Guinea Ecuatorial de Correos y Telecomunicaciones (GECOTEL)   |
| Eritrea                       | Eritrean Postal Service                                                        |
| Ethiopië                      | Ethiopian Postal Service                                                       |
| Gabon                         | Gabon Poste                                                                    |
| Gambia                        | Gambia Postal Services Corporation                                             |
| Ghana                         | Ghana Post                                                                     |
| Guinee                        | Office de la poste guinéenne                                                   |
| Guinee-Bissau                 | Correios da Guiné-Bissau                                                       |
| Ivoorkust                     | La Poste de Côte d'Ivoire                                                      |
| Kaapverdië                    | Correios de Cabo Verde                                                         |
| Kameroen                      | CAMPOST                                                                        |
| Kenia                         | Postal Corporation of Kenya                                                    |
| Lesotho                       | Lesotho Post                                                                   |
| Liberia                       | Ministry of Posts and Telecommunications (Liberia)                             |
| Libië                         | General Posts and Telecommunications Company                                   |
| Madagaskar                    | Paositra Malagasy                                                              |
| Malawi                        | Malawi Posts Corporation                                                       |
| Mali                          | Office national des postes du Mali                                             |
| Marokko                       | Poste Maroc                                                                    |
| Mauritanië                    | La Société Mauritanienne des Postes                                            |
| Mauritius                     | Mauritius Post                                                                 |
| Mozambique                    | Correios de Moçambique                                                         |
| Namibië                       | NamPost                                                                        |
| Niger                         | Niger Poste                                                                    |
| Nigeria                       | Nigerian Postal Service                                                        |
| Oeganda                       | Posta Uganda                                                                   |
| Rwanda                        | National Post Office                                                           |
| Sao Tomé en Principe          | Correios de São Tomé e Príncipe                                                |
| Senegal                       | La Poste Senegal                                                               |
| Seychellen                    | Seychelles Postal Service                                                      |
| Sierra Leone                  | SALPOST                                                                        |
| Soedan                        | Onbekend                                                                       |
| Somalië                       | Somali Postal Service                                                          |
| Swaziland                     | Swaziland Posts and Telecommunications                                         |
| Tanzania                      | Tanzania Posts Corporation                                                     |
| Togo                          | La Poste du Togo                                                               |
| Tsjaad                        | Société tchadienne des postes et de l'épargne                                  |
| Tunesië                       | La Poste Tunisienne                                                            |
| Zambia                        | ZamPost                                                                        |
| Zimbabwe                      | ZimPost                                                                        |
| Zuid-Afrika                   | South African Post Office                                                      |
| Zuid-Soedan                   | Minister of Telecommunication and Postal Services                              |

## Postbedrijven in Azië
| Land                         | Postbedrijf                                    |
| ---------------------------- | ---------------------------------------------- |
| Afghanistan                  | Afghan Post                                    |
| Armenië                      | HayPost                                        |
| Azerbeidzjan                 | Az?rpoçt                                       |
| Bahrein                      | Bahrain Post                                   |
| Bangladesh                   | Bangladesh Post Office                         |
| Bhutan                       | Bhutan Postal Corporation                      |
| Brunei                       | Brunei Postal Services Department              |
| Cambodja                     | Cambodian Post                                 |
| China                        | China Post                                     |
| Hongkong                     | Hongkong Post                                  |
| Filipijnen                   | PhilPost                                       |
| Georgië                      | Georgian Post                                  |
| India                        | Indian Postal Service                          |
| Indonesië                    | Pos Indonesia                                  |
| Irak                         | Iraqi Telecommunications and Post Company      |
| Iran                         | IRI Post                                       |
| Israël                       | Israel Post                                    |
| Japan                        | Japan Post Holdings                            |
| Jemen                        | Yemen Post                                     |
| Jordanië                     | Jordan Post Company                            |
| Kazachstan                   | Kazpost                                        |
| Kirgizië                     | Kyrgyz Express Post                            |
| Koeweit                      | Ministry of Communications (Kuwait)            |
| Laos                         | Onbekend                                       |
| Libanon                      | LibanPost                                      |
| Macau                        | Correios de Macau                              |
| Malediven                    | Maldives Post                                  |
| Maleisië                     | Pos Malaysia                                   |
| Mongolië                     | Mongol Post                                    |
| Myanmar                      | Myanmar Post and Telecommunications Department |
| Nepal                        | Nepal Post                                     |
| Noord-Korea                  | Korea Post and Telecommunications Corporation  |
| Oezbekistan                  | O`zbekiston pochtasi                           |
| Oman                         | Oman Post                                      |
| Oost-Timor                   | Onbekend                                       |
| Pakistan                     | Pakistan Post                                  |
| Palestina                    | Palestine Post                                 |
| Qatar                        | Qatar Post                                     |
| Rusland                      | Potsjta Rossii                                 |
| Saoedi-Arabië                | Saudi Post                                     |
| Singapore                    | Singapore Post                                 |
| Sri Lanka                    | Sri Lanka Post                                 |
| Syrië                        | Syria Post                                     |
| Tadzjikistan                 | Onbekend                                       |
| Taiwan                       | Chunghwa Post                                  |
| Thailand                     | Thailand Post                                  |
| Turkije                      | PTT Turkije (Postbedrijf)                      |
| Turkmenistan                 | Turkmenpochta                                  |
| Verenigde Arabische Emiraten | Empost                                         |
| Vietnam                      | Vietnam Post Corporation                       |
| Zuid-Korea                   | Korea Post                                     |

## Postbedrijven in Europa
| Land                  | Postbedrijf                                 |
| --------------------- | ------------------------------------------- |
| Åland                 | Posten Åland                                |
| Albanië               | Posta Shqiptare                             |
| Andorra               | La Poste en Correos                         |
| België                | bpost                                       |
| Bosnië en Herzegovina | BH Pošta Hrvatska Pošta Mostar Pošte Srpske |
| Bulgarije             | Bulgarian Posts                             |
| Cyprus                | Cyprus Postal Services                      |
| Denemarken            | Post Danmark                                |
| Duitsland             | Deutsche Post AG DHL                        |
| Estland               | Omniva                                      |
| Faeröer               | Posta                                       |
| Finland               | Posti Group                                 |
| Frankrijk             | La Poste                                    |
| Gibraltar             | Royal Gibraltar Post Office                 |
| Griekenland           | ELTA (Griekse Post)                         |
| Groenland             | Post Greenland                              |
| Guernsey              | Guernsey Post                               |
| Hongarije             | Magyar Posta                                |
| Ierland               | An Post                                     |
| IJsland               | Íslandspóstur                               |
| Italië                | Poste Italiane                              |
| Jersey                | Jersey Post                                 |
| Kosovo                | Posta e Kosovës                             |
| Kroatië               | Hrvatska pošta                              |
| Letland               | Latvijas Pasts                              |
| Liechtenstein         | Liechtensteinische Post                     |
| Litouwen              | Lietuvos paštas                             |
| Luxemburg             | Post Luxembourg                             |
| Noord-Macedonië       | Makedonska Pošta                            |
| Malta                 | MaltaPost                                   |
| Man                   | Isle of Man Post Office                     |
| Moldavië              | Posta Moldovei                              |
| Monaco                | La Poste Monaco                             |
| Montenegro            | Pošta Crne Gore                             |
| Nederland             | PostNL                                      |
| Noorwegen             | Posten Norge                                |
| Oekraïne              | Ukrposhta                                   |
| Oostenrijk            | Österreichische Post                        |
| Polen                 | Poczta Polska                               |
| Portugal              | CTT Correios de Portugal                    |
| Roemenië              | Posta Româna                                |
| San Marino            | Poste sammarinesi                           |
| Servië                | Pošta Srbije                                |
| Slovenië              | Pošta Slovenije                             |
| Slowakije             | Slovenská pošta                             |
| Spanje                | Correos                                     |
| Tsjechië              | Česká pošta                                 |
| Vaticaanstad          | Poste Vaticane                              |
| Verenigd Koninkrijk   | Royal Mail                                  |
| Wit-Rusland           | Belposhta                                   |
| Zweden                | PostNord Sverige                            |
| Zwitserland           | Swiss Post                                  |

## Postbedrijven in Noord-Amerika
| Land                           | Postbedrijf                                                         |
| ------------------------------ | ------------------------------------------------------------------- |
| Antigua en Barbuda             | Empresa Nacional de Correios e Telégrafos de Angola (ENCTA)         |
| Bahama's                       | Bahamas Postal Service                                              |
| Barbados                       | Barbados Postal Service                                             |
| Belize                         | Belize Postal Service                                               |
| Canada                         | Canada Post                                                         |
| Costa Rica                     | Correos de Costa Rica                                               |
| Cuba                           | Correos de Cuba                                                     |
| Dominica                       | Dominican Postal Institute                                          |
| Dominicaanse Republiek         | Instituto Postal Dominicano (INPOSDOM) (Dominican Postal Institute) |
| El Salvador                    | Correos de El Salvador                                              |
| Grenada                        | Grenada Postal Corporation                                          |
| Guatemala                      | El Correo (Correo de Guatemala S.A.)                                |
| Haïti                          | Office des Postes d’Haiti                                           |
| Honduras                       | Honducor                                                            |
| Jamaica                        | Postal Corporation of Jamaica                                       |
| Mexico                         | Correos de México                                                   |
| Nicaragua                      | Correos de Nicaragua                                                |
| Panama                         | Correos de Panamá                                                   |
| Saint Kitts en Nevis           | St. Kitts & Nevis Postal Services                                   |
| Saint Lucia                    | Saint Lucia Postal Service                                          |
| Saint Vincent en de Grenadines | SVG Postal Corporation                                              |
| Verenigde Staten               | United States Postal Service                                        |

## Postbedrijven in Oceanië
| Land                | Postbedrijf                    |
| ------------------- | ------------------------------ |
| Australië           | Australia Post                 |
| Fiji                | Post Fiji                      |
| Kiribati            | Kiribati Public Service Public |
| Nauru               | Nauru General Post Office      |
| Nieuw-Zeeland       | New Zealand Post               |
| Papoea-Nieuw-Guinea | Post PNG                       |
| Samoa               | Samoa Post                     |
| Salomonseilanden    | Solomon Post                   |
| Tonga               | Tonga Post                     |
| Vanuatu             | Vanuatu Post                   |

## Postbedrijven in Zuid-Amerika
| Land               | Postbedrijf                    |
| ------------------ | ------------------------------ |
| Argentinië         | Correo Argentino               |
| Aruba              | Post Aruba                     |
| Bolivia            | Empresa de Correos de Bolivia  |
| Brazilië           | Correios                       |
| Chili              | Correos de Chile               |
| Colombia           | Servicios Postales Nacionales  |
| Ecuador            | Correos del Ecuador            |
| Guyana             | Guyana Post Office Corporation |
| Paraguay           | Correo Nacional Paraguayo      |
| Peru               | Serpost                        |
| Suriname           | Surpost                        |
| Trinidad en Tobago | TTPost                         |
| Uruguay            | Correo Uruguayo                |
| Venezuela          | IPOSTEL                        |